# Грабов вргањ
Грабов вргањ (лат. Leccinum carpini; Leccinum griseum) још познат као Грабов дјед је веома јестива гљива пријатног укуса. Веома је честа гљива у нашим крајевима, поготово у белогоричним шумама и на мрачнијим и влажним местима. Расте у периоду од јуна до октобра и новембра.

## Клобук
Клобук грабовог вргња је величине од  3 до 12 или 15 cm, облика полулопте или звона, није спљоштен нити заравњен. Кожица је веома сува, наборана. Клобук је смеђе боје у различитим нијансама.

## Цјевчице
Цевчице грабавог вргња имај у себи удубљен канал око струка. Дуге су 15-35 милиметара. Беличасте су боје која полако прелази у сиву. На пререзу оне су љубичасто-сиве. Код старијих гљива, цевчице испуцају.

## Поре
Поре грабовог вргња су ситније, величине око 0,5 милиметара. Облик пора је округласт или мало угласт.

## Отрусина
Отрусина грабовог вргња је боје цигартете.

## Стручак
Стручак грабовог вргња је величине од 4,5 до 15 cm и од 0,5 до 3,5 cm. Стручак је витак или дебео, у подножју сужен, жућкасте боје.

## Месо
Месо грабовог вргња је веома танко, пријатног укуса и пикантног мириса, као и остале јестиве гљиве.

## Хемијске реакције
Грабов вргањ делује на KOH.

## Микроскопија
Споре грабовог вргња су смеђе боје са вакуолама, 12-21/5-7,3 mi. Cuticula је састављена од ланаца величине 10-30 mi.

## Сличне врсте
Врста слична грабовом вргњу је брезин вргањ (лат. Leccinum scabrum).